# Going History
Going History è un brano musicale di Megumi Hayashibara, scritto da Arimori Satomi, Sato Hidetoshi e Onozawa Atsushi, e pubblicato come singolo il 6 dicembre 1995 dalla Starchild. Il brano è stato incluso nell'album della Hayashibara bertemu e nelle raccolte Slayers MEGUMIX e Vintage S. Il singolo raggiunse la venticinquesima posizione della classifica settimanale Oricon, e rimase in classifica per sei settimane, vendendo 62 560 copie. Going History è stato utilizzato come prima sigla di apertura del drama radiofonico Slayers EX, in cui la Hayashibara doppia il personaggio di Lina Inverse, protagonista della serie.

## Tracce
CD singolo KIDA-108
1. Going History – 4:32
2. Shakunetsu no Koi (灼熱の恋?) – 3:58
3. Going History (Off Vocal Version) – 4:32
4. Shakunetsu no Koi (灼熱の恋?) (Off Vocal Version) – 3:58

Durata totale: 17:00

## Classifiche
| Classifica (1995)                        | Posizione più alta |
| ---------------------------------------- | ------------------ |
| Giappone (Classifica settimanale Oricon) | 25                 |